# Université de Nyenrode
L'université de Nyenrode (en néerlandais Nijenrode Business Universiteit) est une université privée accueillant une école de commerce, située à Breukelen, aux Pays-Bas.